# Dédales (film, 2003)
Pour les articles homonymes, voir Dédale (homonymie).
Pour plus de détails, voir Fiche technique et Distribution.
Dédales est un film franco-belge réalisé par René Manzor, sorti en 2003.

## Synopsis
Arrêtée après une série de meurtres, Claude est envoyée temporairement par le procureur dans un hôpital psychiatrique pour évaluation d'une présumée schizophrénie. Le docteur Brennac se voit contraint, à la demande de Karl Freud (son confrère commis officiellement à cette tâche), d'étudier son cas afin d'infirmer ou de confirmer son état puis délier les différentes personnalités.
Parallèlement (via des retours en arrière), les jours précédant l'arrestation de Claude sont vécus principalement par l'enquête de l'équipe de police à laquelle appartenait Matthias, enquêteur taciturne et peintre à ses heures perdues qui après une mise à l'écart est appelé en renfort sur le coup par Ray, son commissaire.

## Fiche technique
Sauf indication contraire, les informations mentionnées dans cette section peuvent être confirmées par la base de données cinématographiques IMDb,  présente dans la section « Liens externes ».
- Titre original : Dédales
- Réalisation et scénario : René Manzor
- Musique : Jean-Félix Lalanne
- Décors : Jean-Jacques Gernolle
- Costumes : Suzanne Van Well
- Photographie : Pal Gyulay
- Son : Philippe Baudhuin, Yves Renard, Dominique Warnier, Damien Defays
- Montage : René Manzor et Philippe Bluart
- Production : Étienne Comar et Jean Cottin
  - Production exécutive : Eddy Jabes[1]
  - Coproduction : Martine Lévy-Lambrechts
- Sociétés de production[2] :  
  - France : Playtime Productions, en coproduction avec M6 Films et Synapses Entertainment, avec la participation de CinéCinéma, Sogécinéma et Gimages 6
  - Belgique : Playtime Productions, en coproduction avec Alexis Films, avec la participation de Wallimage
- Sociétés de distribution[3] : CTV International (France) ; Belga Films (Belgique)
- Budget : 3,8 millions d’ €[4]
- Pays de production :  France,  Belgique
- Langue originale : français
- Format[5] : couleur - 35 mm - 2,35:1 (Cinémascope) - son Dolby Digital
- Genre : policier, drame, thriller
- Durée : 100 minutes
- Dates de sortie[6] :
  - France : 17 mai 2003 (Festival de Cannes) ; 10 septembre 2003 (sortie nationale)
  - Belgique : 14 janvier 2004[7]
- Classification[8] :
  - France : interdit aux moins de 12 ans[9]
  - Belgique : tous publics (Alle Leeftijden)[7]

## Distribution
- Lambert Wilson : Brennac
- Sylvie Testud : Claude
- Frédéric Diefenthal : Matthias
- Michel Duchaussoy : Karl Freud
- Edouard Montoute : Ray
- Tomer Sisley : Malik
- Jean-Henri Compère : Alex
- Philippe Résimont : L'avocat
- Jérémy Bombace : L'enfant
- Valérie Lemaître : La mère / La prostituée
- Pierre Triboulet : L'aveugle
- Michaël Toch-Martin : Le livreur de pizza
- Raymond Pradel : Le gendarme
- Imotep Tshilombo : Stan
- Hakim Louk'man : Karim
- Jean-Paul Dermont : Simon
- Stan Sluijzer : M. Propre
- Thomas Evrard : Luigi
- Duby : Firmin
- Eric Depreter : L'infirme
- Éric Godon : L'armurier
- Nathalie Laroche : Le président du tribunal
- René Manzor  : Le Procureur
- Noël Baye : Le propriétaire
- Charlie Dupont : Charly
- David Manet : Jeune policier
- Hélène Heinrich : La rescapée
- Antoine Guillaume : Contrôleur 1
- Antoine Vandenbergh : Contrôleur 2
- Albert Goldberg : Infirmier 1
- Jean-Marc Bellu : Infirmier 2
- Michel Angely : Infirmier 3
- Marc Charlet : Infirmier 4
- R. Vander Auwera : Infirmier 5
- Onnik Bohcaciyan : Infirmier 6
- Mputu Walee : Infirmier 7
- Halima Amber : Infirmière chef
- Virginie Navez Reflet Ariane
- Michelangelo Marchese : L'amant
- Eddy Pierard : Doublure 1
- Philippe Nickels : Doublure 2
- Jean-Marie Knockaert : Doublure 3
- Timour, Fantin, et Anakin : Murmures

## Autour du film
- Comme dans tous ses autres films, René Manzor y aborde la violence du monde extérieur, la transmission et le deuil du père (symbolique dans Dédales) et l'impuissance de la mère seule.
- La pathologie du tueur en série présentée dans le film est un trouble dissociatif de l'identité, or elle est constamment désignée (dû à un amalgame répandu) comme étant de la schizophrénie.
- L'identité du docteur interprété par Michel Duchaussoy est un clin d’œil évident à deux personnalités reconnues parmi les psychologues et psychiatres, les Drs Sigmund Freud et Carl Gustav Jung.
- Le titre du film ainsi que des éléments de l'histoire renvoient explicitement au personnage mythologique éponyme, ainsi qu'à son antonomase et au mythe hellénique du labyrinthe du Minotaure.
- Frédéric Diefenthal et Edouard Montoute avaient déjà joué ensemble des collègues de police pour la série de films Taxi.
- Deux bandes originales distinctes sont parues pour le film :
  - Celle contenant les compositions originales par Jean-Félix Lalanne ;
  - Une compilation (entrecoupée de dialogues de Lambert Wilson) de musiques de groupes qui sont presque tous — à l'exception du suisse Nostromo — issus de la scène metal française (Enhancer, Shaka Ponk, Tripod, Watcha, AqME, Pleymo, Eths, Gojira, Dagoba…). Ces musiques sont dites « inspirées du film » et en sont totalement absentes.
- Le générique de fin inclut des scènes de psychanalyse du film vécues d'un autre point de vue.
- Deux personnages distincts (la mère et la prostituée) sont interprétés par la même actrice (Valérie Lemaître).
- Pour la première (et unique) fois dans un film de René Manzor, le rôle récurrent de l'enfant lié à l'intrigue (campé ici par Jérémy Bombace) n'est plus interprété par un membre de sa famille (son fils Alain Lalanne alias Alain Musy dans Le Passage et 3615 code Père Noël, puis Fantin Lalanne dans Un amour de sorcière).